# پیتر بونتی
 پیتر بونتی  (انگلیسی: Peter Bonetti؛ ۲۷ سپتامبر ۱۹۴۱ – ۱۲ آوریل ۲۰۲۰) بازیکن سابق تیم ملی فوتبال انگلیس و باشگاه فوتبال چلسی بود. بونتی به مدت ۱۸ سال برای تیم چلسی بازی کرده‌است که در مجموع ۶۰۰ بازی برای این تیم انجام داده‌است.